# Władimir Jegorow (sportowiec)
Władimir Kuźmicz Jegorow (ros. Владимир Кузьмич Егоров; ur. 12 września?/25 września 1911 w Saratowie, zm. 9 września 1996 w Moskwie) – radziecki sportowiec uprawiający piłkę nożną oraz hokej na lodzie i bandy. Trener hokejowy.

## Życiorys i kariera
Kariera piłkarska
- Dinamo Saratów (1928–1931)
- GCOŁIFK (SKIF) Moskwa (1932–1935)
- Spartak Moskwa (1936)
- GCOŁIFK Moskwa (1937)
- CSKA Moskwa (1937)
- Dynamo Kijów (1938)
- Krylja Sowietow Moskwa (1939–1940)
- Profsojuzy-1 (1941)
- Zawod im. Frunze (ZiF) Moskwa (1941)
- Krylja Sowietow Moskwa (1942–1948)

Karierę piłkarską rozpoczynał w Saratowie. Grał na pozycji pomocnika.
Kariera hokejowa
- Krylja Sowietow Moskwa (1947–1950)

Uprawiał bandy i hokej na lodzie. Grał na pozycji obrońcy i napastnika.
Kariera trenerska
- Krylja Sowietow Moskwa (1947–1948), grający trener
- Krylja Sowietow Moskwa (1948–1961), I trener
- Reprezentacja ZSRR (1954–1961) trener
- Naprzód Janów (1970–1973), I trener
- Sokił Kijów (1973–1974), I trener

Był wieloletnim trenerem Krylji Sowietow Moskwa. Ponadto pracował z reprezentacją ZSRR oraz w polskim klubie Naprzód Janów.
Został pochowany na Cmentarzu Wagańkowskim w Moskwie.

## Sukcesy
Zawodnicze hokejowe
- Brązowy medal mistrzostw ZSRR: 1950 z Krylją Sowietow Moskwa

Trenerskie hokejowe klubowe
- Brązowy medal mistrzostw ZSRR: 1950, 1951, 1954, 1959, 1960 z Krylją Sowietow Moskwa
- Srebrny medal mistrzostw ZSRR: 1955, 1956, 1958 z Krylją Sowietow Moskwa
- Złoty medal mistrzostw ZSRR: 1957 z Krylją Sowietow Moskwa
- Puchar ZSRR: 1951 z Krylją Sowietow Moskwa
- Srebrny medal mistrzostw Polski: 1971, 1973 z Naprzodem Janów
- Brązowy medal mistrzostw Polski: 1972 z Naprzodem Janów

Trenerskie hokejowe z reprezentacją ZSRR
- Złoty medal mistrzostw świata: 1954, 1956
- Srebrny medal mistrzostw świata: 1955, 1957, 1958, 1959
- Brązowy medal mistrzostw świata: 1960, 1961
- Złoty medal mistrzostw Europy: 1954, 1955, 1956, 1958, 1959, 1960
- Srebrny medal mistrzostw Europy: 1957, 1961
- Złoty medal igrzysk olimpijskich: 1956

## Odznaczenia i wyróżnienia
- Order „Znak Honoru”
- Medal „Za pracowniczą dzielność”
- Zasłużony Mistrz Sportu ZSRR (1947, jako piłkarz))
- Zasłużony Trener ZSRR (1956, hokej na lodzie)
- Rosyjska Galeria Hokejowej Sławy (2004)